# Joszua Rokeach
Joszua Rokeach zwany Joszuą z Bełza (ur. 1825 w Bełzie, zm. 1894 tamże) – cadyk chasydzkiej dynastii Belz.

## Życiorys
Urodził się w rodzinie Szolema Rokaecha. Był jego najmłodszym synem.
Współzałożyciel w 1879 roku (wraz z rabinem krakowskim Szymonem Schreiberem) politycznego ugrupowania ortodoksyjnego Machzikej ha-Dat i ideolog organu prasowego ugrupowania „Kol Machzikej ha-Dat” (hebr., Głos Umacniających Wiarę). Zainspirował zjazd rabinów ortodoksyjnych we Lwowie w 1882 roku. Opracowano na nim wzorcowy projekt statutu dla gmin żydowskich w Galicji, przewidującego znaczne zwiększenie uprawnień rabinów. Projekt nie został wprowadzony w życie.
W życiu codziennym wymagał od zwolenników pełnego poddania się jego naukom i rezygnacji z wszelkich zdobyczy nowoczesnej cywilizacji. Do działań w obronie tradycyjnego judaizmu zdołał pozyskać wielu wpływowych rabinów z terenu Galicji. Był pierwszym cadykiem, który uznał politykę za ważną sferę działalności publicznej. Wspierał swym autorytetem innych ortodoksyjnych Żydów na Węgrzech i Słowacji w sporach z postępowcami. Prowadził liczną korespondencję z innymi rabinami w Austro-Węgrzech i ościennych krajach. Jego responsy były drukowane w literaturze talmudycznej.
Zmarł w czasie drogi powrotnej do Bełza z Wiednia.
W 1894 roku we Lwowie opublikowano poświęcony mu panegiryk Palge(j) majim (hebr., Strumień wody).
Wraz z dziełem jego ojca – Dower szalom, opublikowano jego nauki w Ohel Jehoszua (hebr., Namiot Joszuy).